# Filmmaker (Filmzeitschrift)
Filmmaker ist eine vierteljährlich erscheinende Fachzeitschrift der Filmindustrie, die sich mit dem Independent-Film befasst.

## Geschichte
Das Magazin wurde 1992 von Karol Martesko-Fenster, Scott Macaulay und Holly Willis gegründet. Martesko-Fenster ist auch einer der Mitgründer von IndieWire.
Das Magazin wird vom IFP (Independent Filmmaker Project) veröffentlicht. Es bietet Interviews, Finanzierungs- und Vertriebsinformationen, Festivalberichte und Berichte von Filmemachern.